# Yacht Club Italiano
El Yacht Club Italiano (YCI) es un club náutico situado en Génova, Italia. Cuenta con 1.200 socios y 295 yates. 

## Historia
El club fue fundado en 1879, con el nombre de Real Club de Yates (Regio Yacht Club), por Vittorio Augusto Vecchi y un grupo de amigos aficionados al deporte de la Vela, con el apoyo del Rey de Italia, Humberto I. Se organizó la primera regata el 8 de agosto de 1880, y el club inauguró sus primeras instalaciones en el Golfo de La Spezia con 177 embarcaciones.

## Competición

### Eventos deportivos
Desde la primera regata, celebrada el 8 de agosto de 1880 en el Golfo de La Spezia con 177 embarcaciones, el Club ha crecido hasta superar los 1200 socios y se ha consolidado a nivel europeo y mundial a lo largo de los años.
En 1902, la victoria del Duque de los Abruzos con el yate Artica en la Copa de Francia marcó la entrada del Club en la escena internacional.
Le siguieron victorias olímpicas, como la medalla de oro en los Juegos de la XI Olimpiada de Kiel en 1936.
Actualmente, el Yacht Club Italiano patrocina diversas regatas a nivel nacional e internacional, desde las clásicas Giraglia Rolex Cup, que toma su nombre de un islote cercano a Córcega que los participantes deben rodear, hasta el Grand Prix d'Italie Mini 650 y regatas como la Millevele.

### Copa América
El club ha presentado dos desafíos a la Copa América, la competición de vela más importante del mundo. En 1987 con el equipo "Consorzio Italia", y en 2007 con el Luna Rossa Challenge.

Los socios del club tienen el privilegio de poder arbolar como pabellón nacional el pabellón naval italiano.